# Yli-Kortetjärvi
Yli-Kortetjärvi är en sjö i Finland. Den ligger i kommunen Kittilä i landskapet Lappland, i den norra delen av landet, 800 km norr om huvudstaden Helsingfors. Yli-Kortetjärvi ligger 202,1 meter över havet. Den ligger vid sjön Ala Kortejärvi. Arean är 13,9 hektar och strandlinjen är 1,95 kilometer lång. Sjön  ingår i Kemi älvs huvudavrinningsområde. 